# Município de Turtlecreek (condado de Warren, Ohio)
O município de Turtlecreek (em inglês: Turtlecreek Township) é um município localizado no condado de Warren no estado estadounidense de Ohio. No ano de 2010 tinha uma população de 15.143 habitantes e uma densidade populacional de 95,98 pessoas por km².

## Geografia
O município de Turtlecreek encontra-se localizado nas coordenadas 39° 28′ 06″ N, 84° 17′ 36″ O. Segundo a Departamento do Censo dos Estados Unidos, o município tem uma superfície total de 157.77 km², da qual 157.15 km² correspondem a terra firme e (0.39%) 0.62 km² é água.

## Demografia
Segundo o censo de 2010, tinha 15.143 habitantes residindo no município de Turtlecreek. A densidade populacional era de 95,98 hab./km². Dos 15.143 habitantes, o município de Turtlecreek estava composto pelo 81.17% brancos, o 16.83% eram afroamericanos, o 0.24% eram amerindios, o 0.36% eram asiáticos, o 0.02% eram insulares do Pacífico, o 0.51% eram de outras raças e o 0.88% pertenciam a duas ou mais raças. Do total da população o 1.46% eram hispanos ou latinos de qualquer raça.